# Heinrich Böll
Heinrich Theodor Böll (AFI: [haɪ̯n.ʁɪç ˈteːodoːɐ̯ ˈbœl]) (Colonia, 21 dicembre 1917 – Langenbroich, 16 luglio 1985) è stato uno scrittore tedesco.
Considerato uno dei massimi esponenti della letteratura tedesca del secondo dopoguerra, fu insignito del premio Nobel per la letteratura nel 1972.

## Biografia
Böll era l'ottavo figlio di un falegname di Colonia, Viktor Böll e della seconda moglie, Maria Hermann. Cresciuto in ambiente cattolico, pacifista e progressista, Böll si oppose al partito nazista e negli anni trenta rifiutò l'iscrizione nella Gioventù hitleriana. Dopo la maturità nel liceo umanistico, dal 1937 lavorò come apprendista presso una libreria di Bonn fino al 1938, quando interruppe l'apprendistato e si dedicò ai suoi primi scritti. Nel 1939 si iscrisse al corso di laurea in letteratura tedesca e filologia classica presso l'Università di Colonia, ma ben presto venne arruolato nell'esercito. Combatté in Francia, Romania, Ungheria e Russia. Durante la campagna in Francia fece uso pesante di Pervitin e scrisse svariate lettere ai genitori chiedendo disperatamente di mandargli delle compresse per aiutarlo negli estenuanti giorni di marcia. Nel 1942, durante una licenza, sposò Annemarie Čech. Fu ferito quattro volte e nel 1945 trascorse un breve periodo in campi di prigionia statunitensi.

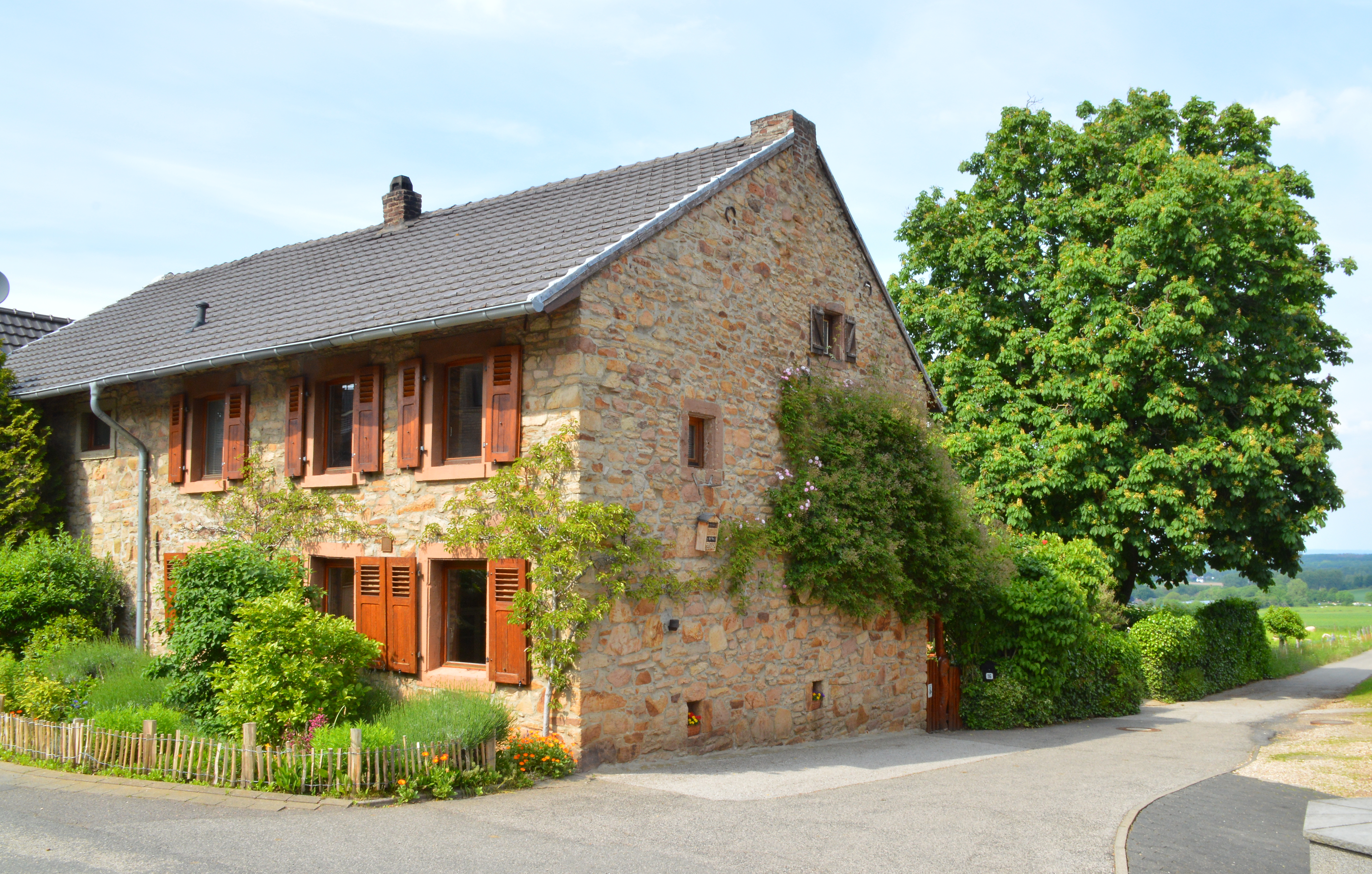
La casa di Heinrich e Annemarie Böll a Langenbroich

Nel 1946 iniziò gli studi di letteratura tedesca all'università di Colonia e nel 1947 cominciò la sua carriera da scrittore con la pubblicazione di una serie di racconti brevi su alcuni giornali. Nel 1949 fu pubblicato il primo racconto lungo, Der Zug war pünktlich (Il treno era in orario). Böll frequentò il Gruppo 47 insieme a Günter Grass, Ingeborg Bachmann e altri. Nel 1951 ricevette un premio per il racconto satirico Die schwarzen Schafe (Le pecore nere).
Nello stesso anno pubblicò il suo primo romanzo, Wo warst du, Adam? (Dov'eri, Adamo?), in cui sin dal titolo si comprende l'importanza per l'autore della tradizione biblica. L'Adamo di cui si parla è il soldato ventenne Feinhals, il quale nei pressi del fronte orientale s'innamora di un'insegnante di origine ebraica, ma convertitasi al cattolicesimo, che viene successivamente deportata in un lager, dove subisce inenarrabili crudeltà da parte del comandante, che alla fine la uccide. Tornato a casa, nota che qualcuno ha posizionato un lenzuolo bianco sul tetto, al fine di segnalare ai bombardieri anglo-americani l'assenza di soldati tedeschi. Un irriducibile fanatico nazista, a quel punto, tenta un'inutile e disperata resistenza, scagliando anche sulla casa le ultime sette granate che gli sono rimaste. Feinhals muore proprio auf der Schwellen seines Hauses (sulla soglia di casa sua), mentre il suo cadavere è coperto dal lenzuolo bianco.
Seguirono molti altri romanzi e racconti. Sono per lo più ambientati nella Germania post-bellica e raccontano di emarginati in una società che cerca di rimuovere velocemente il passato. La sua opera è stata definita Trümmerliteratur ("letteratura delle macerie"), con implicito riferimento alle rovine causate dai bombardamenti durante la seconda guerra mondiale, che gradualmente diminuirono nei due decenni del dopoguerra e la ricostruzione. Böll fu un esponente di spicco degli scrittori tedeschi che cercarono di confrontarsi con la memoria della guerra, il nazismo e l'Olocausto, e i relativi sensi di colpa.
Nei suoi scritti, oltre a criticare nettamente la Germania nazista, trova altri bersagli polemici nella società postbellica: le autorità della politica, dell'economia e della Chiesa, che egli accusa, ora ironicamente, ora aspramente, di conformismo, mancanza di coraggio, abuso di potere. Nel 1967 Heinrich Böll ricevette il premio Georg Büchner per l'insieme della sua opera. Nel 1972 gli venne conferito il premio Nobel per la letteratura per i suoi numerosi romanzi, racconti, saggi. L'anno prima era stato pubblicato il romanzo Foto di gruppo con signora, nel quale, tramite la biografia di una donna, viene rappresentata la storia della Germania dalla prima guerra mondiale agli anni sessanta. Le sue opinioni politiche contro la guerra fredda e la corsa agli armamenti gli attirarono simpatie in Unione Sovietica, senza che tuttavia lo scrittore potesse essere considerato vicino alla politica dell'URSS. Böll ospitò Solženicyn subito dopo l'espulsione dall'URSS nella sua villa di Langenbroich. Difese anche il cantautore Wolf Biermann, privato della cittadinanza ed espulso dalla Germania Est nel 1976.
Un suo articolo pubblicato su Der Spiegel, nel quale criticava il modo con cui la stampa di destra, in particolare il quotidiano Bild, si rapportava al terrorismo e al caso umano di Ulrike Meinhof, nonché la critica verso la politica repressiva del governo, gli attirarono contro campagne calunniose della stampa stessa, che lo bollava come comunista amico dei terroristi; il Bild in particolare fu in prima fila. Nel 1974 fu pubblicato il libro di Böll ora più conosciuto, L'onore perduto di Katharina Blum, che rappresenta un contributo al dibattito sulla violenza degli anni settanta e si confronta criticamente soprattutto con la stampa del gruppo Springer, editore del Bild. Il libro fu tradotto in più di trenta lingue, trasposto in film da Volker Schlöndorff e venduto in circa 6 milioni di copie solo in Germania (fino al 2007).
Negli anni successivi si occupò ancora dei problemi politici della Germania e di altri paesi, come la Polonia e l'Unione Sovietica. S'impegnò anche rispetto ai conflitti in Sud America. Alla fine degli anni settanta sostenne l'impegno a favore dei boat people vietnamiti. Si espresse criticamente verso la Chiesa cattolica e nel 1976 con un atto dimostrativo uscì da essa, senza peraltro rinnegare la fede. Trovò nel teologo Karl Rahner un punto di riferimento cristiano, oltre che una presenza amica, e sostenne anche negli ultimi anni il movimento pacifista. Visse con la moglie Annemarie sia a Colonia, città alla quale fu sempre profondamente legato, sia tra i monti Eifel nella Renania-Palatinato, vicino a Langenbroich, dove morì nel 1985.

## Opere

### Romanzi
La lista dei romanzi viene presentata iniziando coi primi due romanzi scritti, ma pubblicati solamente postumi.
- 1946/1947 - Croce senza amore (Kreuz ohne Liebe, 2002), trad. di Silvia Bortoli, Introduzione di Anna Ruchat, Milano, Mondadori, 2004, ISBN 88-04-52696-3 [uscito postumo].
- 1949/1951 - L'angelo tacque (Der Engel schwieg, 1992), trad. di Giovanna Agabio, Postfazione di Werner Bellmann, Collana I coralli, Torino, Einaudi, 1996, ISBN 88-06-13134-6 [uscito postumo].
- 1951 - Dov'eri Adamo? (Wo warst du, Adam?)
  - trad. di Carlo Mainoldi, Collana Letteraria n.67, Milano, Bompiani, 1967.
  - trad. di Anna Ruchat, Postfazione di Alberto Cavaglion, Collana Oscar Moderni. Cult, Milano, Mondadori, 2021, ISBN 978-88-047-3550-2.
- 1953 - E non disse nemmeno una parola (Und sagte kein einziges Wort), Milano, Mondadori, 1955.
- 1954 - Casa senza custode (Haus ohne Hüter), trad. di Italo Alighiero Chiusano, Milano, Mondadori, 1957; Introduzione di Luigi Forte, Mondadori, 1981.
- 1959 - Biliardo alle nove e mezzo (Billard um halbzehn), trad. di Marianello Marianelli, Milano, Mondadori, 1962; postfazione di Piergiorgio Bellocchio, Mondadori, 1980; Introduzione di Roberto Fertonani, Mondadori, 1988.
- 1963 - Opinioni di un clown (Ansichten eines Clowns), Milano, Mondadori, 1965.
- 1971 - Foto di gruppo con signora (Gruppenbild mit Dame), Torino, Einaudi, 1972, ISBN 88-06-18276-5.
- 1974 - L'onore perduto di Katharina Blum (Die verlorene Ehre der Katharina Blum), Torino, Einaudi, 1975, ISBN 88-06-17409-6.
- 1979 - Assedio preventivo (Fürsorgliche Belagerung), trad. di Silvia Bortoli, Collana Supercoralli, Torino, Einaudi, 1980, ISBN 978-88-065-9818-1.
- 1985 - Donne con paesaggio fluviale. Romanzo in dialoghi e monologhi (Frauen vor Flußlandschaft), trad. di Silvia Bortoli, Torino, Einaudi, 1987, ISBN 978-88-065-9818-1.

### Racconti e raccolte di racconti
La copiosa produzione di racconti viene riportata in ordine cronologico di scrittura, non di pubblicazione
- Cane pallido (Der blasse Hund), trad. di Giovanna Agabio, Collana I Coralli n.194, Torino, Einaudi, 1999, ISBN 978-88-06-14225-4. [racconti giovanili].
  - I fervidi
  - Il fuggiasco
  - Prigioniero a Parigi
  - Cane pallido
  - L'appuntamento
  - La stirpe di Esaù
  - La storia del ponte di Berkovo
  - I morti non obbediscono più
  - Paradiso perduto
  - America
  - Aneddoto del miracolo tedesco
- Prigioniero a Parigi e altri racconti, trad. di Vincenza Gini, Collana Oscar, Milano, Mondadori, 2005, ISBN 88-04-54409-0 [scritti tra il 1946-1947, pubblicati nel 2002].

- Il generale
- Compassione
- Il caduto
- La preghiera
- Il fuggiasco
- Appuntamento tra le macerie
- Veronica
- Rivedere B.
- L'incidente
- Marinare la scuola
- Prigioniero a Parigi
- Primavera
- Per una bambina
- Saluto
- Vola, piccola ape
- Contro gli ignari

- Il legato (Das Vermächtnis, 1948), trad. di Silvia Bortoli, Collana Nuovi Coralli n.356, Einaudi, Torino, 1983, ISBN 88-06-05626-3
- Il treno era in orario (Der Zug war pünktlich, 1949), Istituto di Propaganda Libraria, 1958; trad. di Italo Alighiero Chiusano, Milano, Mondadori, 1974; Introduzione di I.A. Chiusano, Collana Oscar, 1978.
- Viandante, se giungi a Spa... (Wanderer, kommst du nach Spa..., 1950), Introduzione e trad. di Italo Alighiero Chiusano, Milano, Mondadori, 1987, ISBN 88-04-48029-7.

- Al di là del ponte
- Il camerata coi capelli lunghi
- L'uomo dei coltelli
- Alzati, su, alzati...
- In quel tempo, a Odessa
- Viandante se giungi a Spa...
- ''Una bevuta a Petöcki
- La nostra buona, vecchia Renéev
- Anche i bambini sono civili
- Che baraonda!
- Presso il ponte
- Distacco
- Il messaggio
- Sosta a X
- Ho riveduto Drüng
- I portarancio
- Rincontro nel viale
- Nell'oscurità
- Noi fabbricanti di scope
- Una gamba costosa
- La morte di Lohengrin
- Gli affari sono affari
- Appesi all'amo
- La mia faccia triste
- Candele per Maria

- Il pane dei verdi anni e altri racconti (Das Brot der frühen Jahre, 1955), trad. di Italo Alighiero Chiusano, Milano, Mondadori, 1961, ISBN 88-04-48034-3.
- La valle degli zoccoli tonanti (Im Tal der donnernden Hufe, 1957), Milano, Il Saggiatore, 1960.
- Lontano dall'esercito (Entfernung von der Truppe, 1964), trad. di Italo Alighiero Chiusano, Collana Scrittori italiani e stranieri, Milano, Arnoldo Mondadori Editore, 1975.
- Termine di un viaggio di servizio (Ende einer Dienstfahrt, 1966), trad. di Marianello Marianelli e Marlis Ingenmey, Milano, Bompiani, 1972; Marcos y Marcos, 2007.
- Vai troppo spesso a Heidelberg. Racconti 1947-1979 (Du fährst zu oft nach Heidelberg, 1979), trad. di Italo Alighiero Chiusano e R. Buzzo Margari, Collana Supercoralli, Torino, Einaudi, 1981, ISBN 88-06-13978-9.

- Quei tempi là
- L'assalto
- Mercoledì delle ceneri
- Il villaggio rivisitato
- Ispezione
- Tosse durante il concerto
- Il soffitto di allora
- Le gambe di mio fratello
- La notizia di Betlemme
- Il sapore del pane
- Finché la morte non vi separi
- Cortesia quanto è inevitabile violare la legge
- Vai troppo spesso a Heidelberg
- La tosse di mio padre
- Confessione di un dirottatore aereo
- Appuntamento con Margret ovvero: Happy End
- Utopie tedesche, I: per Helmut Gollwitzer l'instancabile
- Utopie tedesche, II: per Grieshaber

- Il nano e la bambola (Erzählungen 1950-1970), trad. di Italo Alighiero Chiusano, Collana Nuovi Coralli n.270, Torino, Einaudi, 1975, ISBN 88-06-50096-1.
- Racconti umoristici e satirici, trad. di Lea Ritter Santini e Marianello Marianelli, Milano, Bompiani, 1964, ISBN 88-452-5159-4. [antologia tratta da 3 precedenti raccolte di racconti].
  - ora Tutti i giorni Natale, trad. di Marianello Marianelli, Collana Oscar Moderni, Milano, Mondadori, 2024, ISBN 978-88-047-5782-5.

- La bilancia dei Balek
- L'uomo che ride
- Il destino di una tazza senza manico
- L'immortale Teodora
- Confessione di un accalappiacani
- Gli ospiti sconcertanti
- La stazione di Zimpren
- La raccolta di silenzi del dottor Murke
- Tutti i giorni Natale (Nicht nur zur Weihnachtszeit)
- Qualcosa accadrà
- Diario della capitale
- Il cestinatore
- La pecora nera

- - La bilancia dei Balek, trad. di Lea Ritter Santini, Collana Pulci nell'orecchio, Orecchio Acerbo, 2018, ISBN 978-88-990-6480-8.
- Rapporti sui sentimenti politici della nazione. Una satira dello spionaggio totale, trad. di Italo Alighiero Chiusano, Collana Nuovo Politecnico n.82, Torino, Einaudi, 1976.
- Visto di transito, trad. di Maria Teresa Ferrari, a cura di R. Novello, Pordenone, Studio Tesi, 1994, ISBN 88-7692-416-7.

- Ciò che a noi autori manca è l'orgoglio
- Cortesia verso Dio
- Risposta aperta a naum Koržavin
- Visto di transito
- La capacità di soffrire
- Anche i morti hanno i loro segreti

- La ferita e altri racconti (Die Verwundung und andere frühe Erzählungen), trad. di Silvia Bortoli, Collana Supercoralli, Torino, Einaudi, 1985, ISBN 978-88-065-8487-0.
- Memorie di un giovane re. Racconti dall'infanzia (Erinnerungen eines jungen Königs, 1993), trad. di G. Oneto, Collana Nugae n.68, Genova, Il Nuovo Melangolo, 1994, ISBN 88-7018-254-1.

- Noi fabbricanti di scope
- Anche i bambini sono dei civili
- La morte di Lohengrin
- Memorie di un giovane re
- Daniele il giusto
- Nella valle degli zoccoli tonanti

#### Antologie che contengono suoi racconti
- Gli eroi dell'ombra. Antologia della letteratura di spionaggio, Milano, Arnoldo Mondadori Editore, 1981
contenente il racconto Rapporti sui sentimenti politici della nazione.
- All'ombra dell'arcobaleno. Antologia della letteratura del '900, Milano, Medusa editrice, 1988
contenente il racconto Il cestinatore e L'uomo che ride.
- Guevariana. Racconti e storie sul Che, a cura di Alberto Filippi e Paolo Collo, Collana SuperET, Torino, Einaudi, 2007.

### Testi autobiografici
- Che cosa faremo di questo ragazzo? Ovvero: Qualcosa che abbia a che fare con i libri (Was soll aus dem Jungen bloß werden?, 1981), trad. di Silvia Bortoli, Collana Nuovi Coralli n.361, Torino, Einaudi, 1984, ISBN 978-88-065-7471-0.
- Lettera ai miei figli o delle quattro biciclette (Brief an meine Söhne oder vier Fahrräder), 1985.

### Testi di viaggi
- Diario d'Irlanda (Irisches Tagebuch, 1957), Milano, Mondadori, 1961.
- Roma a prima vista, traduzione di Fabrizio Rondolino, Collana I David n.101, Roma, Editori Riuniti, 1988, ISBN 88-35-93-184-3 [contiene un saggio su Dostoevskij].

### Saggi, discorsi, dialoghi
- Lettera a un giovane cattolico, Vicenza, La Locusta, 1968.
- Rosa e dinamite. Scritti di politica e di letteratura (1952-1976), a cura di E. Beltrame Quattrocchi, Collana Nuovo Politecnico n.113, Torino, Einaudi, 1979.
- Intervista sulla memoria, la rabbia, la speranza, a cura di René Wintzen, Collana Saggi tascabili n.66, Bari, Laterza, 1979, ISBN 88-420-7758-5.
- Terreno minato. Saggi 1977-1981 (Vermintes Gelände, 1982), Milano, Bompiani, 1990, ISBN 88-452-1604-7.
- La capacità di soffrire. Scritti e discorsi 1983-1985 (Die Fähigkeit zu trauern. Schiriften und Reden 1983-1985, 1986), trad. di Maria Teresa Ferrari, a cura di Italo Alighiero Chiusano, Collezione Biblioteca, Pordenone, Edizioni Studio Tesi, 1990.
- Il mestiere inspiegabile. La scrittura come contemporaneità, Dialogo con Heinrich Vormweg, Roma, Editori Riuniti, 1994, ISBN 978-88-359-3841-5.
- Lezioni francofortesi (1966), Milano, Edizioni Linea d'ombra, 1990.
- Fraternità difficile, Collana Piccola biblioteca morale, Roma, E/O, 1999, ISBN 978-88-764-1380-3.
- Come si dovrebbe vivere. Perché la città si è fatta straniera, dialoghi con Heinrich Vormweg, trad. di Fabrizio Rondolino, Edizioni dell'Asino, 2011, ISBN 978-88-635-7019-9.

### Teatro
- Un sorso di terra (Ein Schluck Erde, 1961), trad. di Hansi Cominotti, Collezione di teatro n.49, Torino, Einaudi, 1964, ISBN 978-88-060-6288-0.

### Poesia
- La mia musa, trad. di Italo Alighiero Chiusano, Collezione di poesia n.110, Torino, Einaudi, 1974.

### Raccolte italiane complessive
- Opere scelte, 2 voll., a cura di Lucia Borghese, Collana I Meridiani, Milano, Mondadori, 1999-2001.
- Racconti, a cura di Anna Rochat, Collana Oscar Baobab. Moderni, Milano, Mondadori, 2022, ISBN 978-88-047-4458-0.